# الحق العام
| الحق العام | هو كل حق يتساوى فيه البشر، ويشارك فيه بعضهم بعضا من غير تفرقة ولا تمييز، ويتحمل كل واحد منهم واجب حمايته كل حسب طاقته. | الحق العام |

## مفهوم الحق العام في الإسلام
هو كل حق يتساوى فيه البشر، ويشارك فيه بعضهم بعضا من غير تفرقة ولا تمييز، ويتحمل كل واحد منهم واجب
حمايته كل حسب طاقته.

## الهدف من إقرار الحق العام
تحقيق سعادة الأفراد ومناعة المجتمع. ويشمل حقوق الساهرين على إحقاق هذا الحق- حماية كل ما فيه منفعة للجميع كبناء أو ترميم منشآت خيرية أو المساهمة في مثل تلك الأعمال الخيرية لما فيها من الثواب المستمر.

## قضاء الحق العام
حقوق الإنسان هي حقوق نتمتّع بها جميعنا لمجرّد أنّنا من البشر، ولا تمنحنا إيّاها أي دولة. وهذه الحقوق العالميّة متأصلة في جميع البشر، مهما كانت جنسيتهم، أو نوعهم الاجتماعي، أو أصلهم الوطني أو العرقي أو لونهم، أو دينهم، أو لغتهم، أو أي وضع آخر. وهي متنوّعة وتتراوح بين الحق الأكثر جوهرية، وهو الحقّ في الحياة، والحقوق التي تجعل الحياة جديرة بأن تُعاش، مثل الحق في الغذاء والتعليم والعمل والصحة والحرية.
وقد شكّل الإعلان العالمي لحقوق الإنسان، الذي اعتمدته الجمعية العامة للأمم المتحدة في العام 1948، أول وثيقة قانونية تحدد حقوق الإنسان الأساسية التي يجب حمايتها عالميًا. ولا يزال الإعلان العالمي لحقوق الإنسان، وقد صادف العام 2018 الذكرى السنوية الـ70* لاعتماده، يشكل أساس جميع قوانين حقوق الإنسان الدولية. كما توفر مواده الثلاثون مبادئ اتفاقيات ومعاهدات حقوق الإنسان الحالية والمستقبلية وغيرها من الصكوك القانونية الأخرى، وركائزها.
ويشكل الإعلان العالمي لحقوق الإنسان أيضًا، إلى جانب العهد الدولي الخاص بالحقوق المدنية والسياسية، والعهد الدولي الخاص بالحقوق الاقتصادية والاجتماعية والثقافية، الشرعة الدولية لحقوق الإنسان.

### نظام الحسبة في رعاية الحق العام
تتجلى في رعاية المرافق العامة، دفعا للظلم ومنعا للاعتداء على حقوق الغير- القيام بمهمة الأمر بالمعروف والنهي عن المنكر.

## تدابير معينة لرعاية الحق العام
حماية مصلحة الجماعة من اعتداء العابثين بها- تحميل الناس، مسؤولية القيام بواجباتهم الدينية والدنيوية كجبر مالك النصاب على دفع
الزكاة كما تبين من موقف أبي بكر الصديق من مانعي الزكاة- تكريم الأسرى وحسن معاملتهم- الانتفاع بالمباحات المشتركة كالرعي في الأرض الموات- تحريمالإضرار بالناس في طرقاتهم أو عرقلة قانون السير أو المرور

## وصلات داخلية
- الحق في الفقه الإسلامي
- قانون الحق العام
- الحق العام والحق الخاص
- الحق العام في القتل الخطأ